# Alpachiri
Alpachiri är en ort i Argentina.   Den ligger i provinsen La Pampa, i den centrala delen av landet, 600 kilometer sydväst om huvudstaden Buenos Aires. Alpachiri ligger 161 meter över havet och antalet invånare är 2 138.
Terrängen runt Alpachiri är platt. Runt Alpachiri är det mycket glesbefolkat, med 2 invånare per kvadratkilometer.. Alpachiri är det största samhället i trakten.
Omgivningarna runt Alpachiri är i huvudsak ett öppet busklandskap.